# Мильовский, Яне
Яне Кирил Мильовский (макед. Јане Кирил Миљовски; 1 мая 1946, Скопье, Народная Республика Македония, СФРЮ — 2 июля 2016, там же) — македонский государственный деятель, бывший министр финансов Республики Македония.

## Образование
Яне Мильовский окончил экономический факультет Университета Св. Кирилла и Мефодия в Скопье в 1975 году. В 1983 году получил степень магистра, а в 1989 году — доктора экономических наук.
Владеет английским и немецким языками.

## Карьера
С 1990 года преподавал на юридическом факультете Университета в Скопье.
В 1991 году вошёл в первое правительство независимой Македонии в качестве министра без портфеля, ответственного за приватизацию. При формировании нового правительства в сентябре 1992 года остался на своём посту. Затем был министром финансов с 1994 по 1996 год. С 1996 по 1998 год занимал пост вице-премьера Македонии по евроинтеграции.
После 2009 года являлся ректором Нью-Йоркского университета в Скопье.